# بابا (فیلم ۲۰۰۲)
بابا (به هندی: Baba) فیلمی محصول سال ۲۰۰۲ و به کارگردانی سورش کریشنا است. در این فیلم بازیگرانی همچون راجینیکانت، مانیشا کویرالا، اشیش ویدیارتی، سایاجی شینده، کاروناس و آمریش پوری ایفای نقش کرده‌اند.